# Pericoma serratipenis
Pericoma serratipenis är en tvåvingeart som beskrevs av Satchell 1950. Pericoma serratipenis ingår i släktet Pericoma och familjen fjärilsmyggor. Inga underarter finns listade i Catalogue of Life.